# ارای کومرت
آرای کومرت (انگلیسی: Eray Cömert؛ زادهٔ ۴ فوریهٔ ۱۹۹۸) بازیکن فوتبال اهل سوئیس است.
از باشگاه‌هایی که در آن بازی کرده‌است می‌توان به باشگاه فوتبال سیون، باشگاه فوتبال بازل، و باشگاه فوتبال لوگانو اشاره کرد.
وی همچنین در تیم‌های ملی فوتبال زیر ۲۱ سال سوئیس، و سوئیس بازی کرده‌است.